# Гиперакузия
Гиперакузия (англ. hyperacusia) — это снижение толерантности к звукам средней и высокой интенсивности у людей с нормальным слухом.
Человек, страдающий гиперакузией, может ощущать дискомфорт и болезненные ощущения при обычных звуках, которые другие люди воспринимают как нормальные, что может проявляться как фонофобия.
Это может приводить к возникновению проблем с общением, концентрацией, нарушением сна и повышенной утомляемости.

## Этиология
Возможные причины гиперакузии — врождённые факторы, травмы уха, болезни и некоторые лекарства.
Гиперакузия может быть связана с патологией уха, такими как болезнь Меньера, перилимфатическая фистула, внезапная сенсоневральная тугоухость, акустическая травма, отосклероз, паралич Белла и синдром Рамсея Ханта. Есть связь с заболеваниями ЦНС, такими как мигрень, депрессия, посттравматические стрессовые расстройства, рассеянный склероз, доброкачественная внутричерепная гипертензия, болезнь Тея-Сакса, синдром Вильямса и болезнь Лайма, Синдром Рамсея-Ханта.